# حاييم ليفين
حاييم ليفين (بالعبرية: חיים לוין‏) هو لاعب كرة قدم إسرائيلي في مركز حراسة المرمى، ولد في 1937 في إسرائيل. شارك مع منتخب إسرائيل لكرة القدم. أما مع النوادي، فقد لعب مع بيتار القدس ومكابي حيفا ومكابي نتانيا ونادي مكابي تل أبيب.

## وصلات خارجية
- حاييم ليفين على موقع قاعدة بيانات كرة القدم.إي يو (الإنجليزية)
- حاييم ليفين على موقع ناشيونال فوتبول تيمز (الإنجليزية)
- حاييم ليفين على موقع عالم كرة القدم.نت (الإنجليزية)
- حاييم ليفين على موقع أوليمبيديا (الإنجليزية)